# 鈴木健太 (アナウンサー)
鈴木 健太（すずき けんた、1984年4月18日 - ）は、MBS（毎日放送）の社員で元アナウンサー。

## 来歴・人物
茨城県結城郡石下町（現在の常総市）出身で、東京都杉並区・茨城県取手市育ち。
茨城県立土浦第一高等学校、上智大学卒業後、2007年にアナウンサーとして入社。同期入社のアナウンサーに、吉竹史（2014年1月に退社→セント・フォース所属のフリーアナウンサーへ転身）と河本光正がいる。
MBSの先輩アナウンサー・来栖正之は高等学校の先輩。また、先輩アナウンサーの前田阿希子（2017年9月退社）と同じく、テレビ朝日アスクの卒業生である。大学時代には、アルバイトとしてローソンの店舗に勤めていた。
MBSへの入社後は、1年目の2007年10月から2年間にわたって、MBSテレビ夕方のニュース番組『VOICE』で木・金曜日のフィールドキャスターを担当。2009年には、夏季休暇中の大八木友之の代役として、9月14日から9月16日までメインキャスターを務めた。
趣味は耳かき集め、夜のサイクリング、読書（少女漫画）など多彩。漢字検定2級とフランス語検定3級の資格を持つ。また、学生時代から東京ディズニーランドに100回以上通い詰めるほどのディズニー好き。その関係で、入社1年目から、同施設に関するMBSラジオの特別番組（不定期放送）に出演していた。
尊敬する先輩アナウンサーは山中真。山中が別の番組取材でアメリカ合衆国ハワイへ出張中の2007年12月19日には、MBSラジオのナイターオフ番組『MBSどっと!アナ・魁!やまなかわた』に、山中の代役としてパーソナリティを務めた。
2009年4月からは、MBSラジオの『こんちわコンちゃんお昼ですよ!』で月曜日の生中継コーナーにレギュラー出演。メインパーソナリティの近藤光史（元MBSアナウンサー）に毎回「カッチカチ（ぎこちない）」と評されながらも、2010年3月まで初体験のラジオリポートに奮闘していた。また、2009年10月には、MBSテレビの情報番組『ちちんぷいぷい』にも初めてレギュラー出演。VTR取材コーナー「どないなん?」の木・金曜日や、不定期で「★印」（ほしじるし）のリポートを担当していた。
2010年10月7日から2014年9月25日までは、MBSラジオ朝の生放送番組『モーニングミックス』で、木・金曜日のパーソナリティを担当。2011年5月から2015年3月までは、MBSテレビで毎週土曜日に生放送の情報番組『せやねん!』に、ナレーター兼リポーターとして出演していた。全国ネット番組では、2011年10月19日・10月26日に放送の『世紀のワイドショー!ザ・今夜はヒストリー』（TBSテレビ制作）で大坂冬の陣・大坂夏の陣に関する再現中継を放送した際に、地元局のMBSを代表してリポーター役を務めた。
2012年秋には、ローソンと『MBSうたぐみ Smile×Songs』（2011年10月からパートナーとして出演中）によるコラボレーション企画の一環として、後輩アナウンサー・福島暢啓と共同で「『牛丼×チキン南蛮』デリシャスズキで満ぷくしまどんぶり　トロッと卵風味」のプロデュースを担当（同年11月27日から12月24日まで近畿2府4県と福井県美浜町以西で発売）。鈴木は、大学時代のアルバイト経験（前述）を基に、長らくローソンで発売されていない「牛丼」をプロデュースメニューで復活させた。また同年には、『大奥〜永遠〜［右衛門佐・綱吉篇］』（TBSテレビとアスミック・エースの共同企画・制作による時代劇映画）に出演したほか、当時出演していたイベント情報番組『ENT』（MBSテレビ）の企画で「サントリー1万人の第九」に「1万人の第九合唱団」の一員として参加している。MBSの主催イベントである「1万人の第九」については、2010年にも『ナルハヤ!』の企画で練習に参加していたが、公演の当日に風邪をひいたため参加を見送った。
その一方で、AKB48・NMB48・ももいろクローバーZなど、アイドルのファンであることを公言。出演番組では、『AKB48 22ndシングル 選抜総選挙』へ投票したことや、ももいろクローバーZのライブ鑑賞だけを目的に上京したことなどを語っている。また、前田敦子主演の映画『もし高校野球の女子マネージャーがドラッカーの『マネジメント』を読んだら』（2011年6月4日公開）では、大阪府内での舞台挨拶で司会を担当。2013年には、『せやねん!』の企画で全国のご当地アイドルを取材するかたわら、「『せやねん!』× キューズモール　ご当地アイドル祭り!」（同番組とキューズモールのコラボレーションで10月に開催のライブイベント）のプロデュースも手掛けた。
また、アニメにも精通していることから、関西圏で開かれるアニメ関連のイベントで司会を随時担当。フリーアナウンサーの松澤千晶と、TwitterやLINEなどで交流することも多い。2015年4月改編からは、アナウンサーとしてアニメ関連の番組(「ティルドーンアニメ」として放送するMBSラジオの『Till Dawn Music』水曜日など)へ出演するかたわら、構成作家に相当する役割も担っていた。
2017年6月の人事異動を機に、アナウンサー室を離れて、東京支社のPR部へ異動。自身の希望によるもので、異動後は、長年担当していた安藤ひと実の後任として、毎日放送が制作に関与するアニメ（主にアニメイズム・スーパーアニメイズム枠）などの番組宣伝業務に携わっている。ただし、異動前に収録したナレーションや、ラジオ番組・CMの一部は異動後も放送されていた。2020年3月の時点では、東京支社のコンテンツビジネス部に在籍。

## 過去の出演番組・作品
- MBS NEWS（テレビ・ラジオとも不定期）

### テレビ
- 住人十色 - 2008年度に1回だけ「訪問者」（取材リポーター）として出演
- VOICE 木・金曜フィールドキャスター
- ナルハヤ!（2010年7月 - 2011年3月）
- mm-TV（2009年10月 - 2011年3月）ナレーション
- ちちんぷいぷい
  - 2009年10月から2010年3月までは、前述のVTR取材を担当。2014年4月から2015年3月までは、月曜日のVTRロケコーナー「いつかはなりたい小料理屋の女将」でナレーターを務めた。
- 月曜ゴールデン「遺品整理人 谷崎藍子II」（MBS・TBSテレビ共同制作。2011年5月30日放送）ワイドショーの司会者役
- 世紀のワイドショー!ザ・今夜はヒストリー（TBSテレビ制作。2011年10月19日・26日放送、大坂の陣の回にリポーターとして出演）
- BRAVA!（2010年7月7日 - 2013年4月24日）
- せやねん!（2011年5月 - 2015年3月）
  - 「今週の気になるお金!」でナレーターを務めるとともに、リポーターとしても「鈴木AN（エーエヌ）」名義で出演。グルメ紹介コーナーの「どこいこ?」で『関西ラーメンコロシアム』との連動企画を放送する場合には、進行役としてスタジオに登場していた。
- ENT（2012年3月 - 2017年6月）
  - オープニングと「Goe's eye」のナレーターを担当。「ENT研修生」として本編に登場することもあった。
- でいりぃ げっと。（2013年7月 - 2017年3月）
- ～オトナ度ちょい増しTV～おとな会（2014年10月 - 2017年6月）
  - 本編に登場するアニメキャラクター（「トナカイ君」→「後輩のコウちゃん」）の声を担当。前述した人事異動を機に、2017年7月19日放送分から先輩アナウンサーの上田崇順へ交代した。
- 痛快!明石家電視台（一部企画のナレーター）
  - 「MBSアナウンサー26人大集合スペシャル」（2014年4月7日放送分）では、アナウンサーの1人としてスタジオに登場。通常はスタジオパートと別にナレーションを収録するため、松本麻衣子（当時アシスタントを務めていた先輩アナウンサー）以外のレギュラー陣とは、この収録で初めて対面した。2015年・2016年には、「MBSアナウンサー大集合スペシャル」を放送する場合にも、スタジオ収録へ出演。
- 赤鬼（2015年4月 - 2017年7月）
- 青鬼（2015年4月 - 2017年7月）『赤鬼』の姉妹番組

### ラジオ
- こんちわコンちゃんお昼ですょ!（月曜日リポーター、2009年4月 - 2010年3月）
- 西靖&桜井一枝のわくわく土曜リクエスト（木琴クイズのコーナーで出演、2009年10月 - 2010年3月）

いずれも、降板後に番組内の『MBSニュース』を不定期で担当している。
- こども音楽コンクール（2010年4月 - 2011年3月）
- MBSうたぐみ Smile×Songsパートナー（2011年10月24日から2012年4月2日までは月曜日、以降は2014年3月25日まで火曜日に出演）
  - 月曜日時代には、同期の吉竹と共演。同月に吉竹が『ちちんぷいぷい』の企画で外国へ渡航した際には、吉竹に代わって月曜日のパーソナリティを務めていた。本名に「鈴」と「健」という漢字が使われていることにちなんで、放送上は「ベル健」という愛称で呼ばれた。
- モーニングミックス木・金曜日 →　金曜日 → 水曜日パーソナリティ（2010年10月8日 - 2014年9月25日）
  - 2010年10月7日から2013年3月1日までは木・金曜日、2013年3月8日から2014年3月8日までは金曜日のパーソナリティを担当。ワンマンDJスタイルで進行するため、女性アイドルについて語ることが多かった。
- 上泉雄一のええなぁ!（2012年4月 - 2016年3月、コーナーレギュラー）
  - 平日午前に放送していた2015年3月までは、毎週火曜日に、「ええなぁ知恵袋デラックス」→「ええなぁ知恵袋スーパーデラックス」（いずれも11時台前半）で進行・調査を担当。放送枠を平日の夕方へ移動した2015年度には、後輩アナウンサーの大吉洋平・福本晋悟・福島暢啓と交互に、木曜日の「知ってええなぁ!ちなみにNEWS」（16時前後）「発令!テンション下がる注意報」（16時台後半）で進行役を務めた。
- アイドルラジオ（『ぷらっと☆ホーム 松本美香のアイドルラジオ』の復活版、『MBSサンデースペシャル』などの枠で不定期放送）
- 松井愛のすこ～し愛して♥（2014年度）
  - 金曜日の夕方に放送されていた「愛の診療所♡」 で、オープニングナレーションを担当。
- 毎日カルチャースペシャル ラジオウォーク（2009年 - 2016年、リポーター）
- NAOTOな音（2014年9月 - 2017年6月28日、パートナー）
  - 2015年9月6日までは、月1回のペースで日曜日の深夜に放送。同年1月以降の前枠番組は、『関西ラーメンコロシアム』であった。同年9月30日放送分からのレギュラー化を機に、放送枠を毎週水曜日の24:30 - 25:00に移動。前述した人事異動を機に卒業した。
- 関西ラーメンコロシアム（2015年1月4日 - 2017年7月31日、パーソナリティ）
  - 前述した人事異動後も、「アナウンサー」の肩書を外しながら最終回まで出演。
- Till Dawn Music（2015年4月 - 2018年3月）
  - 「ティルドーンアニメ」として放送する木曜未明（水曜深夜）放送分で、案内・解説を担当していた。
- ナマオト-DIVER- in イルミナイト万博 Xmas（2017年12月24日、MC）
  - 万博記念公園で開催された「イルミナイト万博 Xmas」会場での公開録音で、奥田修二（学天即）とともにMCを担当[6]。
- BEATLESS〜はっく・ざ・らじお〜（2018年2月8日 - 2018年7月5日、宣伝担当）[7]
- ゾイドワイルド〜本能解放ラジオ〜（2018年7月12日 - 12月26日、宣伝担当）

### 映画
- 大奥〜永遠〜［右衛門佐・綱吉篇］（2012年）

## 関連人物
- 吉竹史
- 河本光正
- 山中真
- 来栖正之
- 高井美紀
- 大八木友之
- 前田阿希子